# Militärflugplatz Kubbe

i7
i11
i13

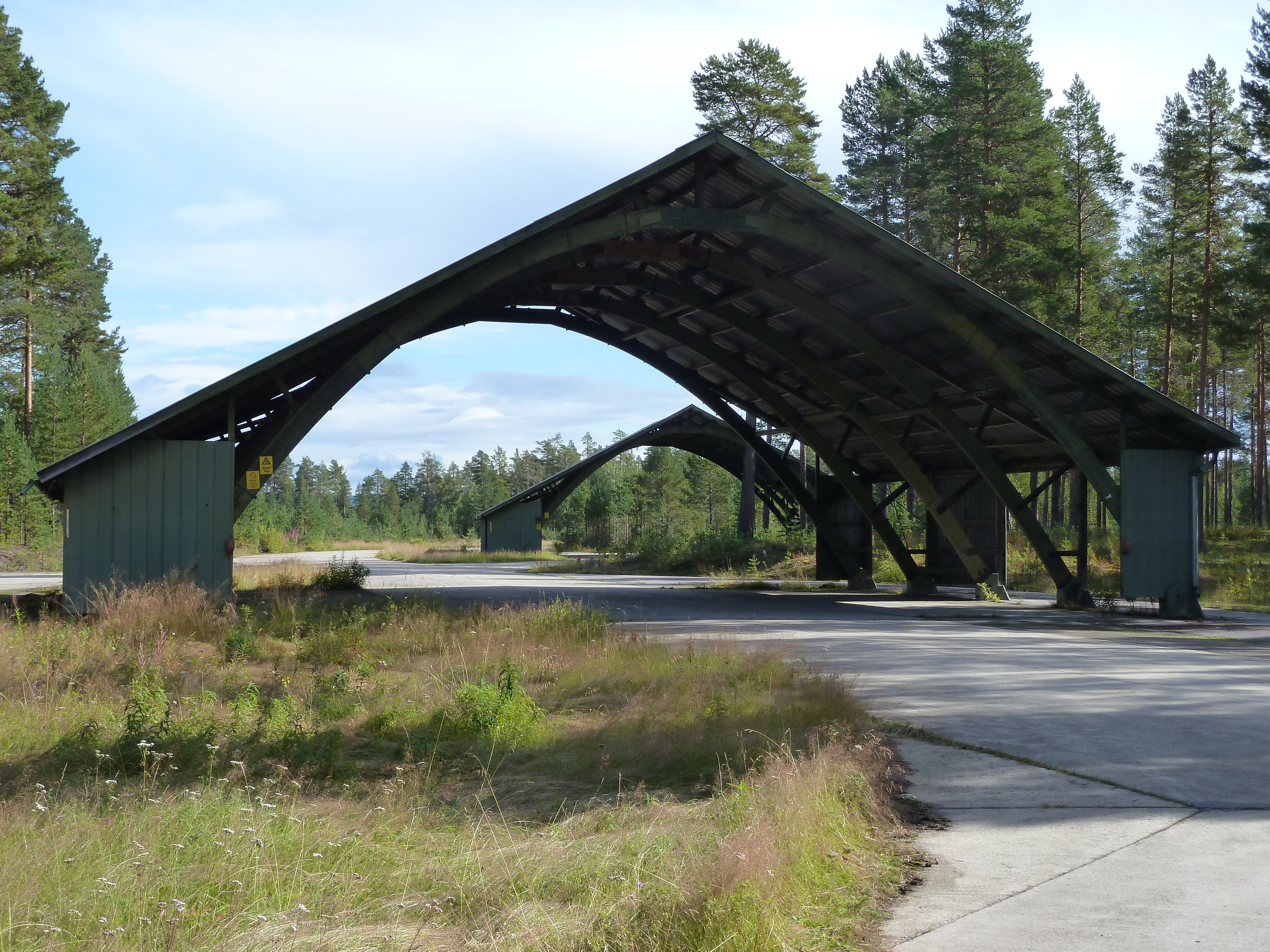
Ehemaliger Hangar

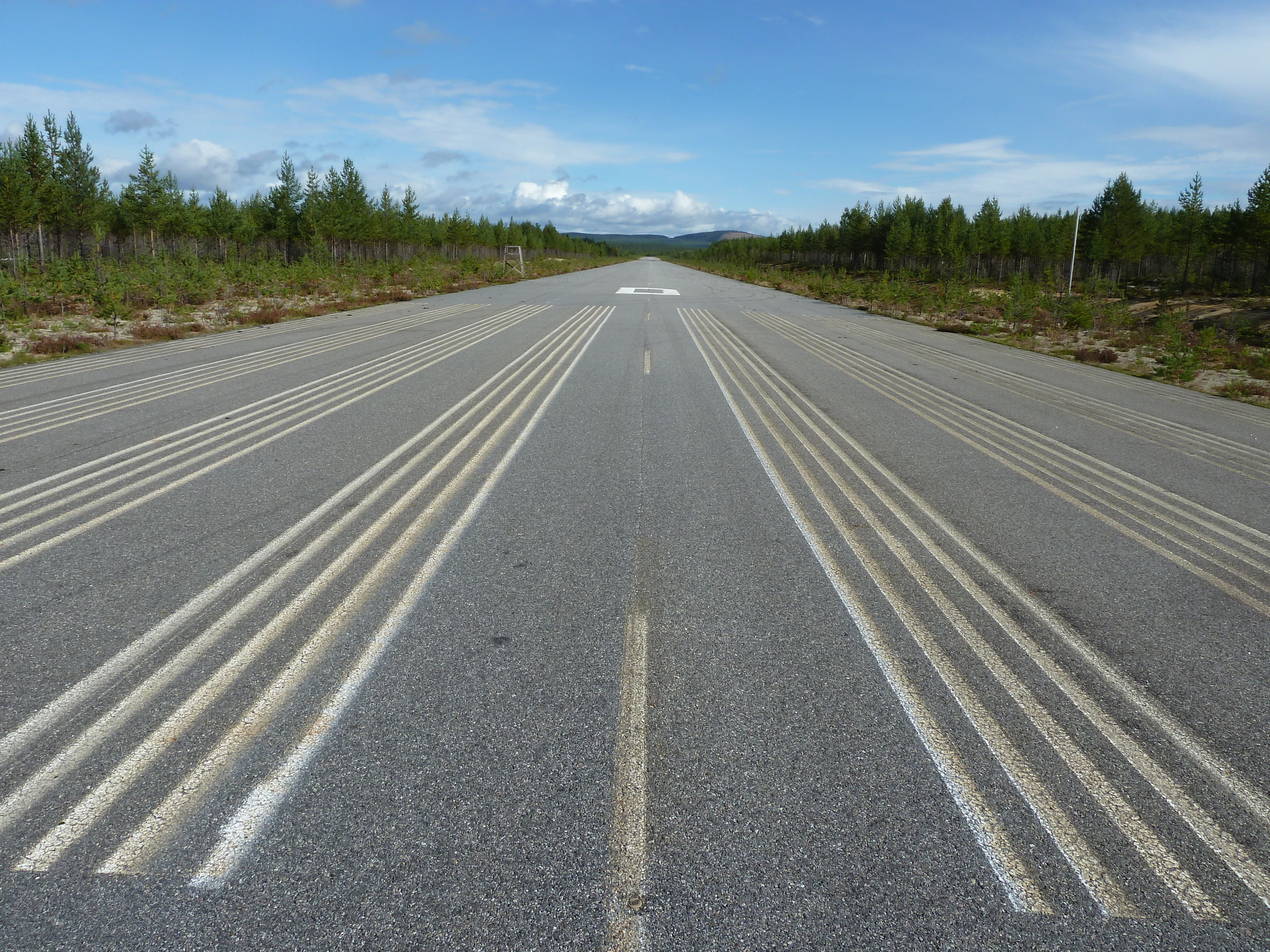
Eine der Nebenlandebahnen

Der Militärflugplatz Kubbe (schwedisch Kubbe flygbas) ist ein ehemaliger schwedischer Militärflugplatz in Kubbe, Gemeinde Örnsköldsvik. Er liegt 70 Kilometer nordwestlich von Örnsköldsvik entfernt.

## Technische Daten
Der Flugplatz bestand aus einer Hauptlandebahn mit einer Länge von 2,3 km und etlichen Hangars. In der Umgebung des ehemaligen Flugplatzes gibt es weitere drei Behelfsflugplätze. Normale Landstraßen wurden verbreitert und so bis zu 50 m breite baumlose Schneisen geschaffen, die im Notfall als Behelfsflugplatz benutzt werden konnten. 
Der Flugplatz wurde während des Kalten Krieges als Teil des Bas 60-Programms gebaut. In ganz Schweden gab es ein Netz von Flugplätzen, die im Falle eines Angriffes innerhalb kurzer Zeit in Bereitschaft versetzt werden konnten.
Die Basis wurde Ende der 1990er Jahre stillgelegt und 2001 vom schwedischen Milliardär Christer Ericsson gekauft, der sie an die Automobilindustrie für Testzwecke vermieten wollte. Diese Idee wurde jedoch nicht realisiert. 
Die Hauptlandebahn wird nur noch für Beschleunigungsrennen-Wettbewerbe (Dragracing) genutzt.